# Belaruskaja Federazyja Futbola
Die Belaruskaja Federazyja Futbola (ABFF) (vollständiger Name: Ассоциация Белорусская федерация футбола, Belarussisch: Беларуская Федэрацыя Футбола) ist der belarussische Fußballverband. Er hat seinen Sitz in Minsk.
Der Verband organisiert den Fußball in Belarus und ist damit unter anderem für die Belarussische Nationalmannschaft verantwortlich. Zudem ist er Ausrichter der höchsten belarussischen Spielklasse im Fußball, der Wyschejschaja Liha.
Gegründet wurde der BFF nach dem Ende der Sowjetunion 1989, ist seit 1992 Mitglied der FIFA und seit 1993 der UEFA.

## UEFA-Fünfjahreswertung
Platzierung in der UEFA-Fünfjahreswertung:
(in Klammern die Vorjahresplatzierung). Die Kürzel CL, EL und CO hinter den Länderkoeffizienten geben die Anzahl der Vertreter in der Saison 2025/26 der Champions League, der Europa League sowie der Conference League an.
- 47.  (49)  Albanien (Liga, Pokal) – Koeffizient: 7.375 – CL: 1, EL: 0, CO: 3
- 48.  (47)  Estland (Liga, Pokal) – Koeffizient: 7.207 – CL: 1, EL: 0, CO: 3
- 49.  (40)  Belarus (Liga, Pokal) – Koeffizient: 6.625 – CL: 1, EL: 0, CO: 3
- 50.  (52)  Nordmazedonien (Liga, Pokal) – Koeffizient: 6.000 – CL: 1, EL: 0, CO: 3
- 51.  (53)  Andorra (Liga, Pokal) – Koeffizient: 5.998 – CL: 1, EL: 0, CO: 2

Stand: Ende der Europapokalsaison 2023/24